# Zunda Towers
Die Zunda Towers sind ein aus zwei Türmen bestehendes Hochhaus in der lettischen Hauptstadt Riga. Sie befinden sich am linken Ufer der Daugava und dienen zu Wohnzwecken. Der höhere der beiden Türme, der Südturm, ist mit 123 Metern das höchste Gebäude Lettlands und löste den 122 Meter hohen Sonnenstein ab. Der Nordturm misst 117,5 Meter.

## Geschichte
Der erste Spatenstich für den Bau war am 9. Februar 2008. 2017 wurde der Gebäudekomplex fertiggestellt. Neben NRJA sowie Tadao & Lukševics, wirkte auch der deutsch-amerikanische Architekt Helmut Jahn am Bau der Zunda Towers mit. 2022 wurde das Hochhaus von Z-Towers in Zunda Towers umbenannt.